# 브리싱가멘

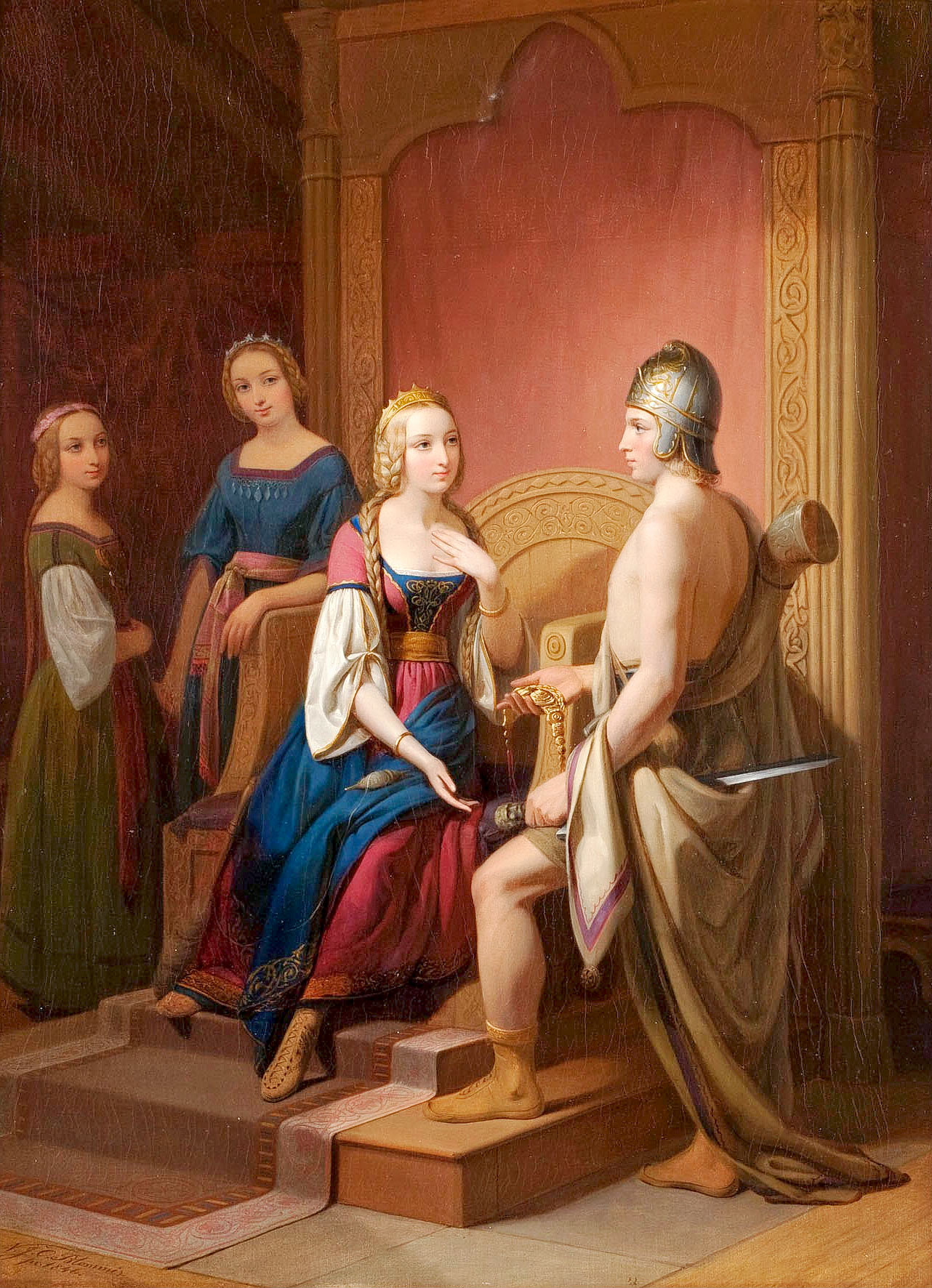

브리싱가멘(고대 노르드어: Brísingamen)은 북유럽 신화에 나오는 프레이야를 상징하는 목걸이이다. 이 목걸이는 프레이야가 난쟁이들에게 얻은 것이다. 처음에 난쟁이들은 프레이야가 찾아오자 목걸이의 대가로 황금을 요구하려 하나 마음을 바꿔먹고 프레이야에게 몸을 요구한다. (사실 난쟁이들은 지하에 살아 황금이 매우 많았다. 그리고 그들의 생김새는 매우 못생겼다. 그래서인지 매력적인 여자인 프레이야에게 몸을 요구했다.) 결국 그 제안을 받아 들인 후 프레이야는 목걸이를 얻게 되나 그 모든 과정을 지켜본 로키가 오딘에게 고자질을 하게 되고 오딘은 프레이야에게 전쟁을 일으켜 전사들을 죽이던지 처벌을 받던지 둘 중 하나를 택하라고 해서 결국 프레이야는 전쟁을 일으키게 된다. 이것은 훗날 라그나뢰크 때 용감히 싸울 전사들을 선별해 발할라로 데려가기 위해서라고 한다. 또한 이 목걸이의 일로 인해 프레이야는 전쟁과도 관련된 여신으로 묘사되기도 한다.